# Британские Виргинские Острова на летних Олимпийских играх 2012
Британские Виргинские острова на летних Олимпийских играх 2012 были представлены двумя спортсменами в лёгкой атлетике.

## Результаты соревнований

### Лёгкая атлетика
Мужчины
| Дисциплина | Спортсмен          | Предварительный раунд | Предварительный раунд | Четвертьфинал        | Четвертьфинал        | Полуфинал            | Полуфинал            | Финал                | Финал                |
| Дисциплина | Спортсмен          | Результат             | Место                 | Результат            | Место                | Результат            | Место                | Результат            | Место                |
| ---------- | ------------------ | --------------------- | --------------------- | -------------------- | -------------------- | -------------------- | -------------------- | -------------------- | -------------------- |
| 100 м      | Дж’маал Александер | 10,92                 | 4                     | Завершил выступление | Завершил выступление | Завершил выступление | Завершил выступление | Завершил выступление | Завершил выступление |

Женщины
| 100 м | Таэсия Харриган | Не участвовала | Не участвовала | 11,59 | 7 | Завершила выступление | Завершила выступление | Завершила выступление | Завершила выступление | Завершила выступление | Завершила выступление |